# Giovanni Ponti
Giovanni Ponti (Venezia, 19 gennaio 1896 – Padova, 28 dicembre 1961) è stato un partigiano e politico italiano.

## Biografia

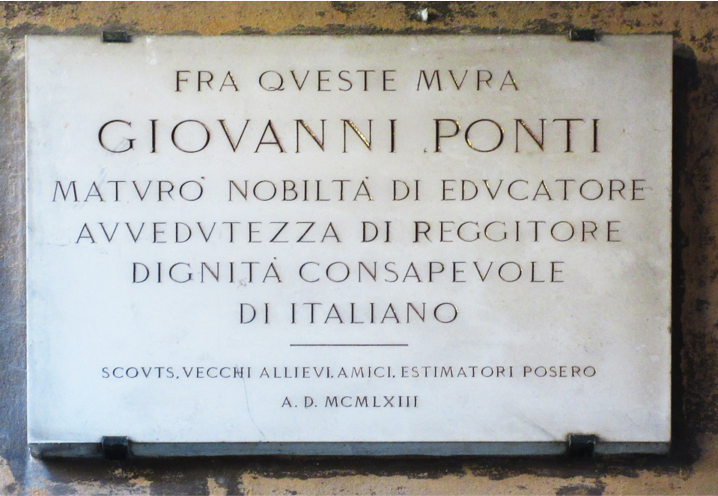
Lapide in ricordo di Giovanni Ponti, Venezia, Spadaria, 680

Ponti fu un insegnante di lingue classiche di Liceo. Nel 1919 aderì al Partito Popolare Italiano (1919) e con questo partito fu eletto consigliere comunale e assessore dal 1920 al 1923 con Giunta del Sindaco Giordano.
Da sempre interessato all'arte, ricoprì un ruolo importantissimo a Venezia nell'organizzazione della Biennale, curando i rapporti con i maggiori artisti italiani e internazionali.

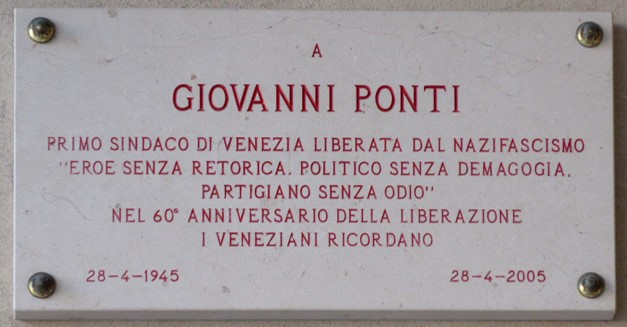
Venezia, atrio Palazzo Loredan

Durante la lotta di Liberazione fu un dirigente partigiano del CLN di Venezia e del veneto, fu arrestato, torturato e condannato a morte a Padova. Rimase in carcere fino a pochi giorni della fine della guerra. Decorato con medaglia di bronzo al Valor Militare.
Nel 1945 fu nominato dal CLN sindaco di Venezia e resse l'incarico fino alle elezioni del 1946, quando fu eletto consigliere per la Democrazia Cristiana, partito che aveva contribuito a fondare, che in quella occasione era passata in minoranza. Nel 1951 fu rieletto Sindaco ma rinunciò per problemi di salute. Fu anche commissario straordinario della Biennale di Venezia dal 1946 al 1954 e Primo Procuratore di San Marco dal 1947 al 1955 e Commissario Regionale Veneto dell'Associazione Scouts Cattolici Italiani (ASCI).
A livello nazionale con la DC è stato Deputato dell'Assemblea Costituente, poi viene eletto alla Camera nel 1948 e al Senato nel 1953. Nel 1954 fu Ministro senza portafoglio per lo Spettacolo, turismo e sport del Governo Scelba. Venne rieletto al Senato alle elezioni del 1958. Morì all'età di 65 anni nel dicembre 1961 a Padova, città in cui si era recato per sottoporsi a un intervento chirurgico, da senatore in carica. Nel suo seggio parlamentare subentrò il collega Pietro Vecellio.
Nel 1966 il Consiglio di Amministrazione dell'Istituto Professionale di Stato di Mirano con l'approvazione  della Provincia di Venezia e del Comune di Mirano ha adottato il nome "Giovanni Ponti".